# The Mandalorian (sæson 1)
Den første sæson af den amerikanske tv-serie The Mandalorian har Pedro Pascal som titelkarakteren, en enlig dusørjæger hyret til at hente " Barnet ". Det er en del af Star Wars -serien, der foregår fem år efter begivenhederne i Jedi-ridderen vender tilbage (1983). Sæsonen blev produceret af Lucasfilm, Fairview Entertainment og Golem Creations, hvor Jon Favreau fungerede som showrunner .
Arbejdet med en ny live-action Star Wars tv-serie blev annonceret i november 2017. Favreau skrev under i marts 2018 med Pascal medvirkende en måned efter optagelserne begyndte i oktober 2018 i Manhattan Beach Studios i Californien. Visual effects-virksomheden Industrial Light & Magic udviklede StageCraft- teknologien til serien ved at bruge virtuelle sæt og en 360-graders videovæg til at skabe seriens miljøer. Ud over denne nye teknologi blev der lagt vægt på praktiske effekter for serien.

## Afsnit
| Nr. i serie | Nr. i sæson | Titel                                                     | Instruktør          | Forfatter                                                                         | Oprindelig udgivelsesdato |
| --- | ----------- | --------------------------------------------------------- | ------------------- | --------------------------------------------------------------------------------- | ------------------------- |
| 1 | 1           | "Chapter 1: The Mandalorian" "Kapitel 1: The Mandalorian" | Dave Filoni         | Jon Favreau                                                                       | 12. november 2019         |
| Efter at have gennemført en opgave for Dusørjægernes Lavs leder Greef Karga, accepterer en mandaloriansk dusørjæger en kommission af en klient med forbindelser til resterne af det tidligere Galaktiske Imperium. Klienten pålægger Mandalorianeren at finde et unavngiven 50 år gammel mål som Klientens kollega Dr. Pershing vil have den eftersøgte levende. Mandalorianeren modtager en enkel beskar-stålbar som udbetaling, og han giver den til sit folk. Mandalorianeren rejser til planeten, hvor målet sidst blev set. Her møder han ugnaughten Kuill som er træt af dusørjæger aktiviteterne på hans egn og får Mandalorianeren til at hjælpe med at stoppe det. Kuill henviser Mandalorianeren til en befæstet lejrplads, hvor han modvilligt arbejder sammen med en dusørjæger-droide, IG-11 for at rømme lejrpladsen for den eftersøgte. Da de finder den eftersøgte, opdager de, at det er et barn. IG-11 forsøger at dræbe barnet på dusørordren, men Mandalorianeren skyder droiden og tager barnet levende med sig. |             |                                                           |                     |                                                                                   |                           |
| 2 | 2           | "Chapter 2: The Child" "Kapitel 2: Barnet"                | Rick Famuyiwa       | Jon Favreau                                                                       | 15. november 2019         |
| Mandalorianeren vender tilbage til sit skib, men opdager at det er blevet skilt ad af jawaer som har dets dele. Han angriber dem, men de undslipper i deres sandcrawler. Mandalorianeren får hjælp af Kuill, og de finder jawaerne, som vil returnere delene i bytte for et næsehorn-agtig mudderhornæg. Han og barnet finder mudderhornets hule, men dyret angriber Mandalorianeren og beskadiger hans panser. Efter en lang kamp, skal mudderhornet til at dræbe Mandalorianeren, men Barnet redder løfter mudderhornet op ved brug af kraften, og Mandalorianeren dræber det. Han får fat i ægget og giver det til jawaerne. Nu hvor hans dele er tilbage, hjælper Kuill Mandalorianeren med at reparere skibet og Mandalorianeren forlader planeten. |             |                                                           |                     |                                                                                   |                           |
| 3 | 3           | "Chapter 3: The Sin" "Kapitel 3: Forsyndelsen"            | Deborah Chow        | Jon Favreau                                                                       | 22. november 2019         |
| Tilbage på Nevarro, udleverer Mandalorianeren Barnet til Klienten og får 20 beskarbarre, men spørger dem om, hvad de vil gøre med barnet, men de vil ikke fortælle ham det. Mandalorianeren bringer beskarbarrene til det Mandalorianske skjulested, hvor pansersmeden "The Armorer" smeder nyt panser til hans udrustning. Mandalorianeren accepterer en ny opgave fra Greef Karga, men inden han forlader planeten vælger han at redde barnet i stedet. Han infiltrerer klientens base, hvor han tager barnet med sig, men han bliver konfronteret af andre dusørjægere som forlanger, at få barnet udleveret. Mandalorianeren nægter, og en skudkamp opstår og Mandalorianeren får hjælp af sine mandalorianerfæller. Mandalorianeren formår at flygte fra Nevarro. |             |                                                           |                     |                                                                                   |                           |
| 4 | 4           | "Chapter 4: Sanctuary" "Kapitel 4: Tryghed"               | Bryce Dallas Howard | Jon Favreau                                                                       | 29. november 2019         |
| Mandalorianeren ankommer til den tyndtbefolkede skovplanet Sorgan, hvor han møder eks-Oprørsalliance stødsoldat og lejesoldat Cara Dune. Dune skjuler sig der, og beder Mandalorianeren om at flygter så han ikke vækker opsigt på planeten. Han gør klar til at flyve, men nogen fiskemænd beder ham om assistance. De vil have hjælp til at afværge en bande Klanooianske røvere fra planeten. Han accepterer, i bytte for logi i landsbyen og bruger kreditterne til at få hjælp af Cara Dune. De bliver huset af enken og moren Omera og Mandalorianeren betror hende at ingen har set ham uden sin hjem siden stamme tog ham til sig som hittebarn. Mandalorianeren og Dune hjælper landsbyboerne med at fordrive røverne væk og ødelægger en gammel kejserlig AT-ST ganger som røverne brugte. Nu hvor freden er genoprettet, planlægger Mandalorianeren at efterlade Barnet i landsbyen, men en dusørjæger fra Lavet finder dem og bliver dræbt af Dune. Mandalorianeren tager barnet med sig og flygter. |             |                                                           |                     |                                                                                   |                           |
| 5 | 5           | "Chapter 5: The Gunslinger" "Kapitel 5: Revolvermanden"   | Dave Filoni         | Dave Filoni                                                                       | 6. december 2019          |
| Mandalorianeren besejrer en dusørjæger i en rumkamp. Han lander sit skib i en reparationsbås som drives af Peli Motto i Mos Eisley på Tatooine. I en kantine møder han en ambitiøs dusørjæger, Toro Calican som agter at fange elite lejesoldaten og lejemorderen Fennec Shand for at blive medlem af Dusørjægernes Lav. Mandalorianeren siger ja til at hjælpe ham i bytte for dusøren. De fanger Shand ude i ørkenen, men hun ødelægger en af deres speedercykler. Mens Mandalorianeren henter en dewback som transport, fortæller Shand at Mandalorianeren forrådte Lavet, hvilket gør dusøren på ham og Barnet større end hendes. Shand tilbyder at hjælpe Calica, men han skyder hende i maven og kører tilbage til reparationsbåsen hvor han tager Motto og Barnet som gidsler. Mandalorianeren ankommer, desorienterer Calican med en blits og dræber ham. Han bruger Calicans penge til at betale Motto og flyver væk. |             |                                                           |                     |                                                                                   |                           |
| 6 | 6           | "Chapter 6: The Prisoner" "Kapitel 6: Fangen"             | Rick Famuyiwa       | Historie af: Christopher Yost TV-manuskript af: Christopher Yost og Rick Famuyiwa | 13. december 2019         |
| Mandalorianeren kontakter sin gamle makker, Ran Malk for at få arbejde, og får en plads i en femmandsopgave. Han møder eks-kejserlig finskytte Mayfeld, en Devaronianer ved navn Burg, droidepiloten Q9-0 og Twi'lek kniveksperten, Xi'an til missionen for at redde Xi'ans bror Qin fra Den Ny Republiks varetægt. Teamet infiltrerer fængselsskibet, bekæmper sikkerhedsdroiderne og dræber skibets sikkerhedschef, men ikke før han udløser et sikkerhedssignal. Teamet redder Qin, men forråder Mandalorianeren. Q9-0 finder en besked fra Karga til Mandalorianeren som drøfter Barnet og finder Barnet i Mandalorianerens skib. Imens undslipper Mandalorianeren og besejrer teammedlemmerne og fanger Qin. Mandalorianeren efterlader Mayfeld, Burg og Xi'an i låste celler på skibet inden han udleverer Qin til Ran. Han flyver afsted med sin betaling, mens Ran afsender en jager for at dræbe Mandalorianeren, men han opdager Ny Republik-fyret på Qin. Tre Ny Republik-stjernejagere ankommer og angriber Ran's station. |             |                                                           |                     |                                                                                   |                           |
| 7 | 7           | "Chapter 7: The Reckoning" "Kapitel 7: Opgøret"           | Deborah Chow        | Jon Favreau                                                                       | 18. december 2019         |
| Mandalorianeren modtager en besked fra Greef Karga, hvis by er blevet overrumplet af Klientens styrker. Karga foreslår, at Mandalorianeren bruger Barnet til at lokke Klienten frem så han kan dræbe Klienten og befrie byen. Til gengæld vil Karga stoppe Lavet fra at blive med at jage Mandalorianeren og Barnet. Mandalorianeren fornemmer en fælde og tager Dune, Kuiil og IG-11 som er blevet genopbygget og omprogrammeret af Kuiil. De mødes med Karga, men de bliver angrebet af hans medarbejdere. Barnet bruger Kraften til at hele Kargas sår. Til gengæld, myrder Karga sine medarbejdere og tilstår at han indledningsvis havde planlagt at dræbe Mandalorianeren og tage Barnet med til Klienten. I stedet foregiver Karga, at Dune har fanget Mandalorian, mens Kuiil tager barnet med til Razor Crest skibet. Under mødet åbner tropper ledet af klientens chef Moff Gideon ild mod bygningen og dræber klienten og fanger Mandalorian, Karga og Dune indenfor. Gideon ankommer og kræver barnet. Uden for byen dræber to spejdertropper Kuiil og tager barnet. |             |                                                           |                     |                                                                                   |                           |
| 8 | 8           | "Chapter 7: Redemption" "Kapitel 7: Forløsning"           | Taika Waititi       | Jon Favreau                                                                       | 27. december 2019         |
| IG-11 besejrer spejdertropperne og redder barnet. Gideon informerer Karga, Dune og Mandalorianeren, at de vil blive henrettet, hvis de ikke udleverer barnet. IG-11 ankommer for at redde de andre. Gideons styrker angriber og Mandalorianeren bliver såret. Han beder de andre om at flygte og finde hjælp fra sine Mandalorianeren skjulested, mens IG-11 fjerner Mandalorianerens hjelm for at pleje hans sår. Da de møder The Armorer og de andre bagefter opdager mandalorianeren, at de andre mandalorianere er væk bortset fra The Armorer. Hun giver ham til opdrag at bringe barnet tilbage til sine egne, før hun holder de ankommende stormtropper stangen. Gruppen flygter ned ad en underjordisk lava-flod på en båd, men bliver overmandet af stormtropper for enden af tunnelen. IG-11 selvdestruerer for at besejre dem og redde Dune, Karga og Mandalorianeren. Gideon angriber i et TIE-jagerfly, men Mandalorian bruger sin nysmedede jetpack til at bringe fartøjet ned. Efter at have begravet Kuiil, begiver mandalorianeren sin nye mission med barnet, mens Karga og Dune bliver tilbage på Nevarro. Gideon overlever i vraget og befrier sig selv med Darksaber |             |                                                           |                     |                                                                                   |                           |

## Medvirkende

### Hovedpersoner
- Pedro Pascal som The Mandalorian
- " Barnet "